# Balninkai
Balninkai is een plaats in de gemeente Molėtai in het Litouwse district Utena. De plaats telt 470 inwoners (2001).